# Siège de Takatō (1545)
Pour les articles homonymes, voir Siège de Takatō.
Le siège de Takatō se déroule en 1545 dans la province de Shinano au Japon. Il oppose les forces de Shingen Takeda (l'assiégeant) à celles de Takatō Yoritsugu (l'assiégé) et ses alliés : le clan Ogasawara et Tozawa Yorichika. Cette bataille a lieu alors que Shingen Takeda tente de prendre le contrôle de la province de Shinano. La victoire revient à Shingen Takeda.

## Source de la traduction
- (en) Cet article est partiellement ou en totalité issu de l’article de Wikipédia en anglais intitulé « Siege of Takatō (1545) » (voir la liste des auteurs).